# Allée couverte et menhir de Prajou-Menhir
L' allée couverte et le menhir de Prajou-Menhir sont situés à Trébeurden dans le département français des Côtes-d'Armor. L'édifice est caractéristique des allées couvertes armoricaines à vestibule et cellule terminale. Elle comporte un décor pariétal intérieur exceptionnel. Le mobilier funéraire qui y a été retrouvé traduit une influence nordique indéniable.

## Protection
L'ensemble est classé au titre des monuments historiques en 1956.

## L'Allée couverte
L'allée couverte mesure environ 12 m de long et comporte deux parties distinctes. La chambre (9,50 m de long pour 2 m de large) est délimitée par deux rangées parallèles d'orthostates (neuf côté sud, dix côté nord) et une dalle de chevet à l'ouest. La hauteur sous dalle est régulière(1,80 m en moyenne). L'ensemble est recouvert par trois grandes tables de couverture. La première, qui est récente (car la dalle gravée d'origine a été transportée au Musée d'Archéologie Nationale de Saint-Germain en Laye), porte des traces de débitage, la seconde est inclinée vers le sud et la troisième est brisée en deux morceaux. La chambre est prolongée, derrière la dalle de chevet, par une cellule terminale, de forme trapézoïdale, dont les parois sont approximativement alignées sur celles de la chambre. Cette cellule terminale est elle-même recouverte par deux massives tables de couverture.

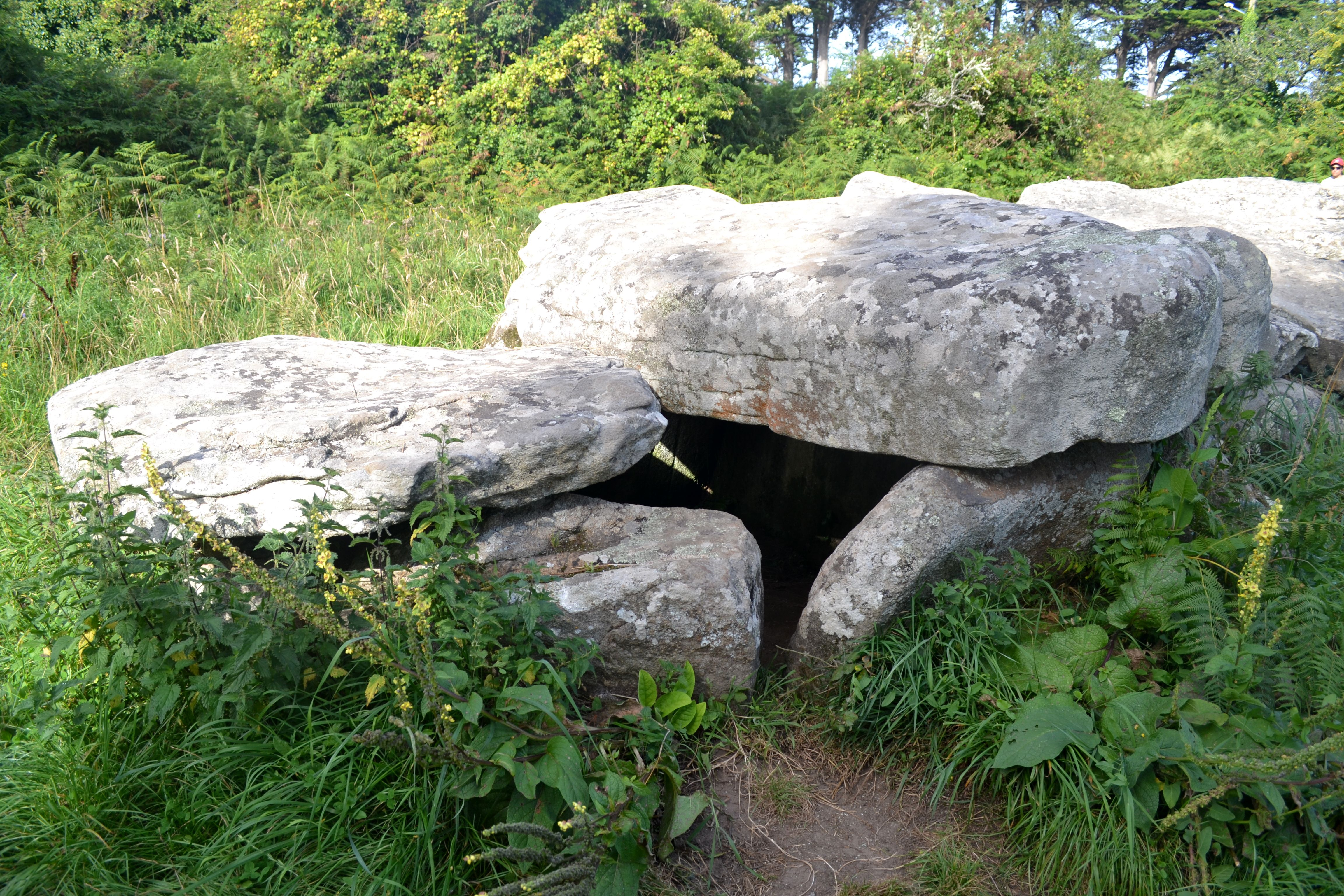
Cellule terminale.

L'entrée se situe à l'extrémité est de l'allée (azimut 105°). Elle est constituée d'un passage étroit de 0,60 m de large débouchant sur un vestibule de 1,75 m de long et 1,80 m de large.  Le vestibule s'achève sur une porte constituée d'une dalle transversale laissant un passage de 1 m de large côté sud pour accéder à l'intérieur de la chambre. Cet enchaînement architectural d'un vestibule, d'un passage étroit, d'une chambre et d'une cellule se retrouve dans d'autres allées couvertes du département (La Roche-aux-Fées, Liscuis II et III) ou dans le Finistère (Allée couverte de Lesconil, Men-Meur au Guilvinec).

## Sculptures et gravures
Trois orthostates de la chambre comportent sur leur face intérieure des sculptures d'une paire de seins, dont deux dalles situées face à face vers le fond de la chambre avant la dalle de chevet. Quatre orthostates de la cellule terminale, dont le verso de la dalle de chevet, comportent des motifs gravés ou sculptés :
- une dalle côté sud est décorée de deux paires de seins juxtaposées, mises en relief par un évidement ovale qui les entoure tel un cartouche.
- la dalle située face à elle, au nord, est ornée d'une gravure représentant un parallélépipède, de 420 mm de côté aux coins arrondis, prolongé par une excroissance en forme d'équerre tournant vers la droite dans la partie supérieure. Les bords intérieurs du carré sont soulignés par une rangée de petites cupules (15 mm de diamètre en moyenne). Deux autres cupules sont creusées à l'intérieur du carré à la base de l'équerre. Ce motif a été reconnu comme la schématisation d'une idole, les deux cupules intérieures figurant les seins, l'excroissance représentant le cou et la tête décalée à 90°.
- la dalle voisine, côté nord, comporte plusieurs motifs différents : une paire de seins sculptés surmontant un collier gravé et une pointe de lance gravée (longueur 700 mm) surmontant une cupule.
- la dalle de chevet est décorée d'un vaste panneau constitué d'une idole carrée surmonté d'un appendice sans tête, d'une pointe de lance gravée, d'une deuxième idole carrée surmontée d'un appendice en forme de crosse, d'une deuxième pointe de lance.

Sculptures dans la cellule terminale
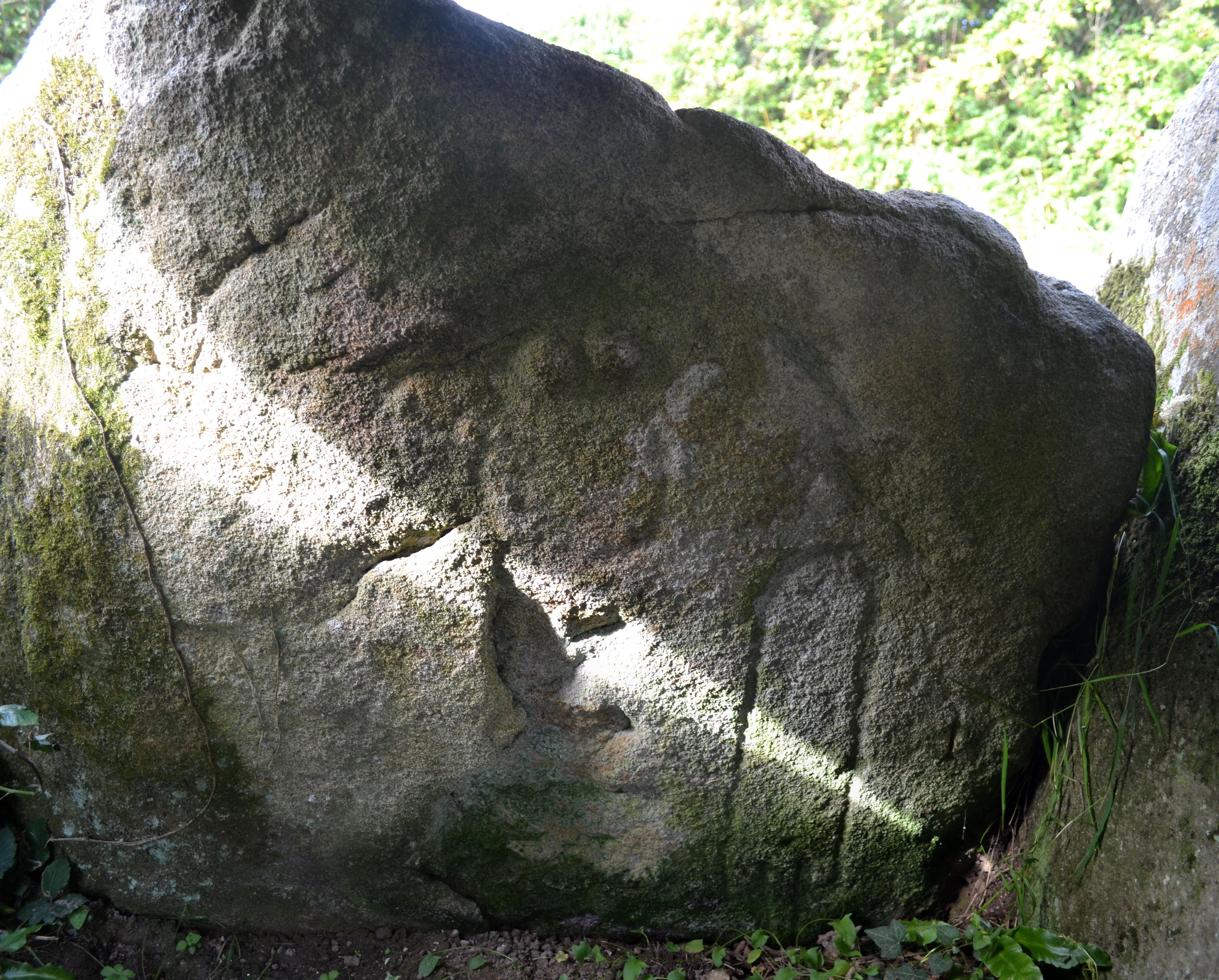
Seins, collier et épée.
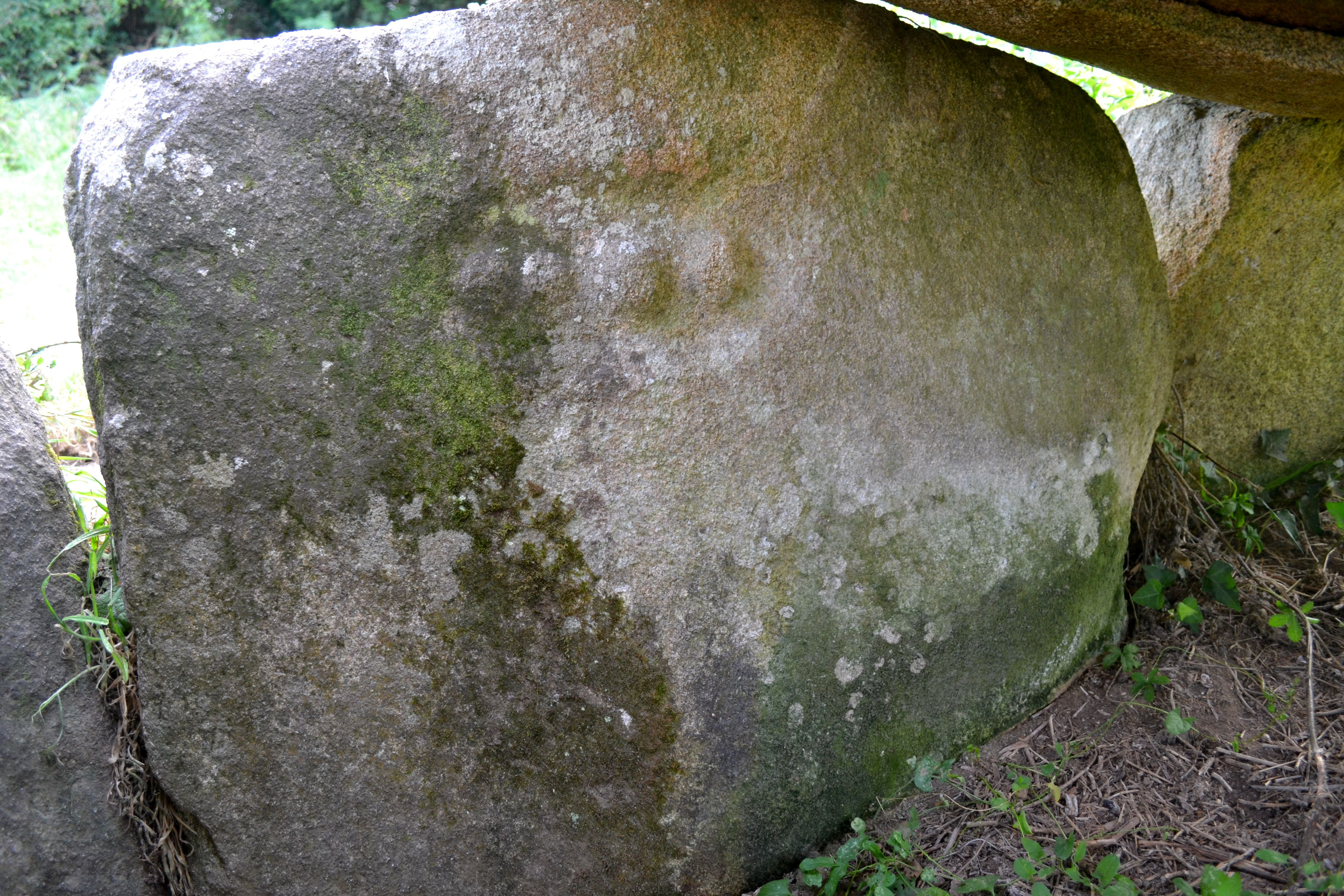
Deux paires de seins.
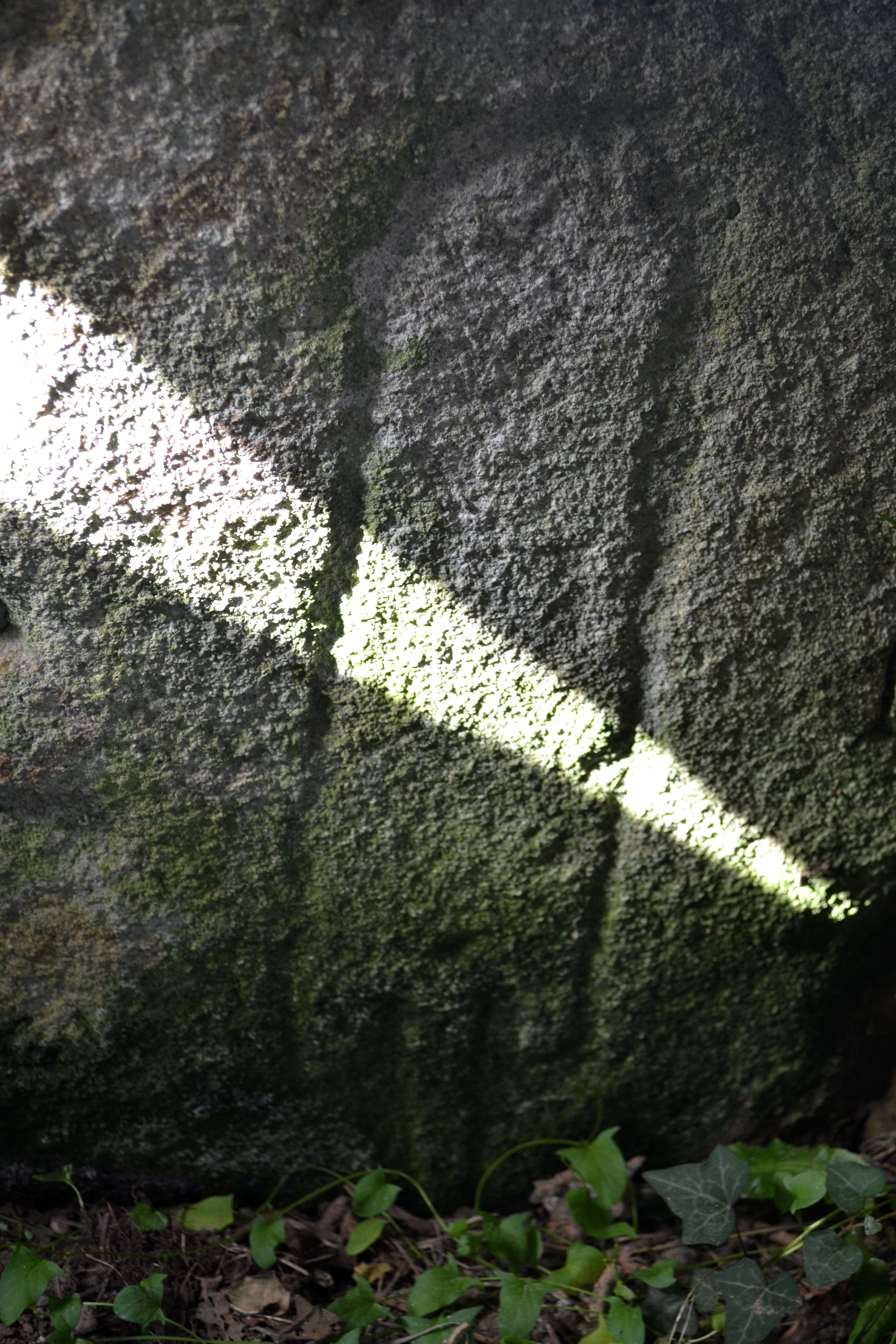
Épée.
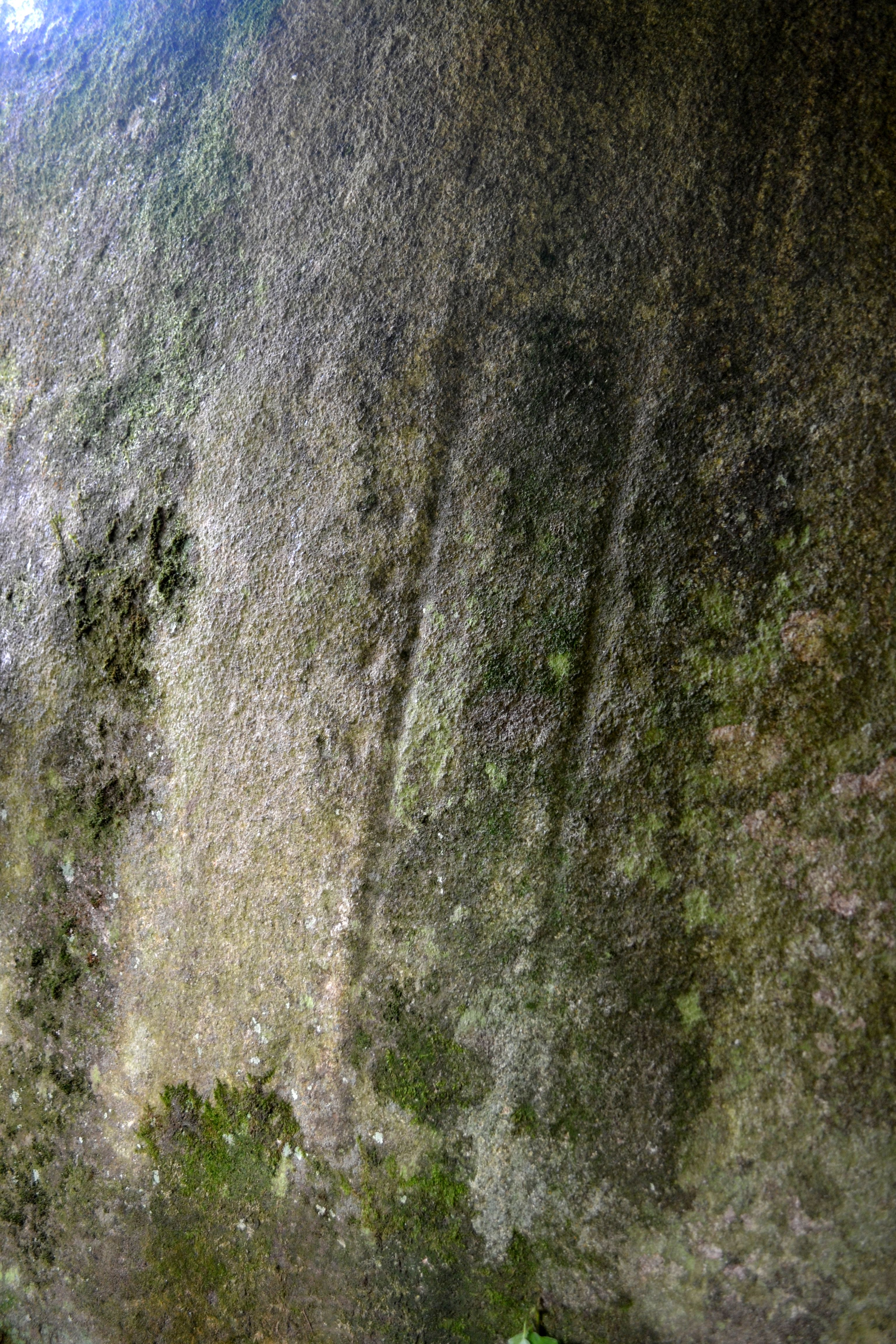
Parallélépipède.

Les pointes de lance s'apparentent à celles figurées dans l'allée couverte du Mougau-Bihan mais dans le cas présent les pointes sont aplaties et les bords de lames parallèles. Ce type de décor a été rapproché avec les pointes de lances chypriotes à longue soie. A Prajou-Menhir, la figuration de la «déesse-mère» prend deux formes distinctes : la double paire de seins jumelée comme à la Maison des Fées de Tressé, la paire de sein surmontant un collier comme à Crec'h Quillié. La représentation d'idoles carrées est le seul cas connu dans les allées couvertes, de même l'utilisation répétée et très ordonnancée des cupules comme motif de décoration est peu courante.
Selon Jean L'Helgouach, cette richesse du décor dans la cellule terminale accrédite l'idée qu'il s'agissait d'un sanctuaire.

## Mobilier funéraire
Les fouilles archéologiques ont permis de découvrir un petit matériel lithique : 2 pointes de flèche tranchante et 1 grattoir en silex, plusieurs outils fabriqués à partir de galets avec une extrémité en biseau. Les éléments de parure se limitent à une perle circulaire en quartz. En dehors des tessons de poterie d'époque moderne, médiévale ou de l'âge du bronze, l'essentiel de la céramique retrouvée correspond à des poteries assez grossières (éléments dégraissants de grosse taille et cuisson médiocre) à fond plat, exempte de tout décor. Cette céramique s'apparente à celle de la culture Seine-Oise-Marne.
Deux vases intacts, du type « bouteille à collerette », ont été découverts. Ce type de vase a aussi été découvert dans les allées couvertes de Kergüntuil et de Mélus. Ces vases bouteilles s’apparentent aux Kragenflaschen nordiques (Pays-Bas).

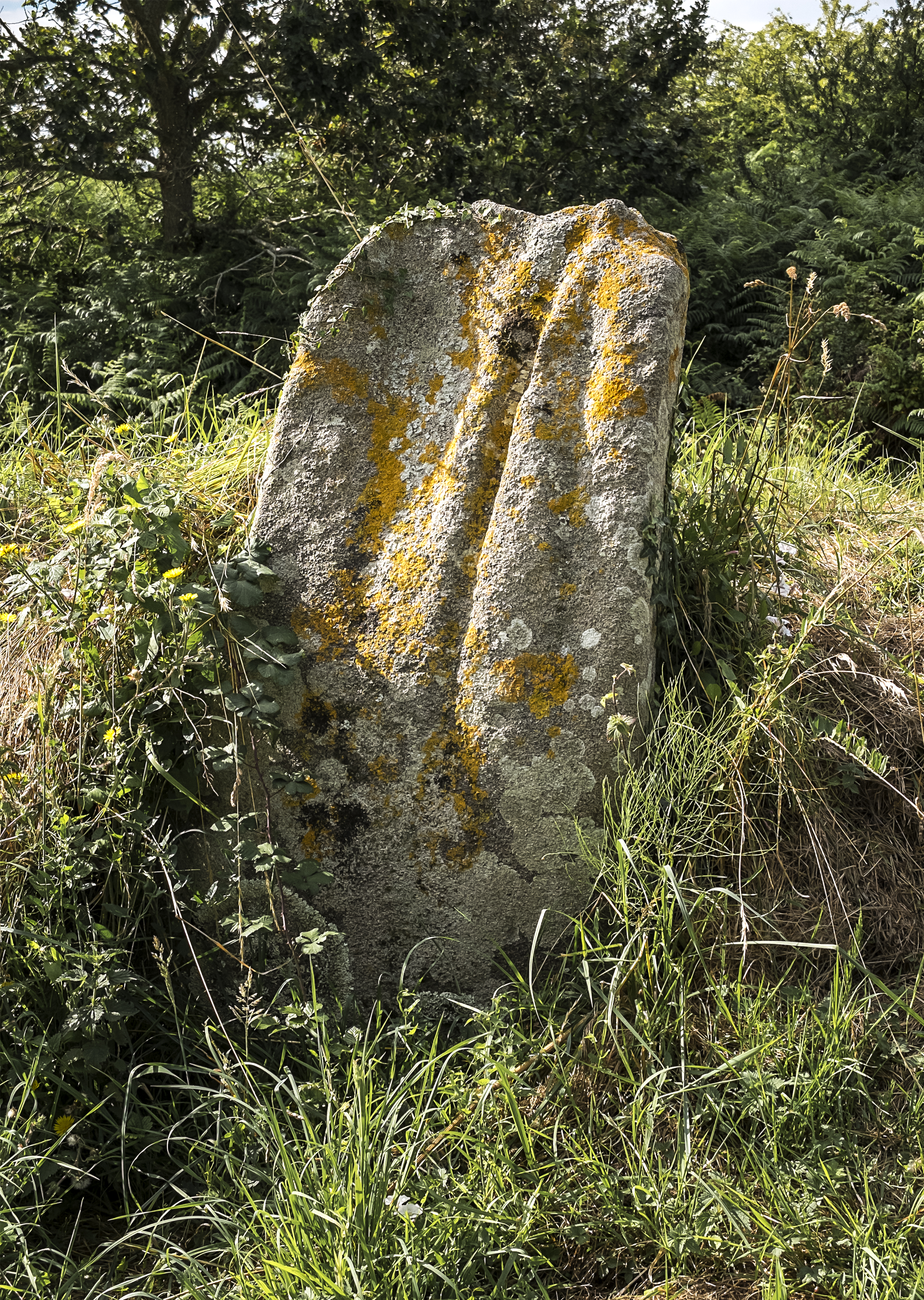
Menhir indicateur.

## Essais de datation
«L'absence de charbons de bois dans le remplissage de cette allée couverte empêche toute tentative de datage par le radiocarbone», seuls le mobilier funéraire et le décor pariétal permet de proposer une estimation. «L'ensemble de la poterie appartient à un faciès de la civilisation de Seine-Oise-Marne» d'où est absent tout élément campaniforme, «il s'agirait donc bien d'un Néolithique final pur». Le décor (pointes de lance et idoles) peut-être assimilé aux motifs similaires du Chypriote ancien III et du Cycladique Ancien, soit la fin du IIIe millénaire (2 100 av. J.-C +/- 100) mais la présence des vases de type Kragenflaschen pourrait encore repousser cette datation de 200 à 300 ans plus tôt.

## Le Menhir
Le menhir est situé à 14 m à l'est de l'entrée de l'allée, dans l'alignement de la paroi nord. Les fouilles archéologiques ont démontré qu'il s'agissait bien d'un menhir : la trace de la fosse d'installation et les petites pierres de calage ont été retrouvées sur place. Il mesure 2 m de large à la base pour 1 m au sommet. Sa hauteur totale est de 2,20 m dont 0,80 m enfoncé dans le sol. Il s'agit manifestement d'un menhir indicateur signalant la tombe. 